# Sematophyllum longisetum
Sematophyllum longisetum är en bladmossart som beskrevs av Brotherus 1925. Sematophyllum longisetum ingår i släktet Sematophyllum och familjen Sematophyllaceae. Inga underarter finns listade i Catalogue of Life.